# Premiers Secours (nouvelle)
Pour les articles homonymes, voir Premiers secours.
Premiers Secours est une nouvelle de six pages d’Anton Tchekhov (en russe : Skoraïa pomochtch).

## Historique
Premiers Secours  est initialement publié dans la revue russe Le Journal de Pétersbourg, numéro 168, du 22 juin 1887, sous le pseudonyme A.Tchekhonte. Aussi traduit en français sous le titre Aide d'urgence.

## Résumé
Un homme s’est noyé. Il est ressorti encore vivant, mais visiblement il a perdu la tête. Le maire du village décide qu'il faut le mettre dans la natte et le faire sauter. Huit gaillards s'y attellent. Il décède peu après. Les secours l’auraient-ils tué ?

## Édition française
- Premiers Secours, traduit par Édouard Parayre, Éditions Gallimard, Bibliothèque de la Pléiade, 1970  (ISBN 2-07-010550-4)